# Fort Nightly
Fort Nightly es el álbum de estudio debut de la banda indie americana White Rabbits. Fue lanzada el 22 de mayo de 2007 en Say Hey Records.

## Lista de Tracks
| N.º | Título                           | Duración |  |
| 1.  | «Kid on My Shoulders»            | 4:36     |  |
| 2.  | «The Plot»                       | 3:33     |  |
| 3.  | «Dinner Party»                   | 3:48     |  |
| 4.  | «Navy Wives»                     | 4:24     |  |
| 5.  | «While We Go Dancing»            | 4:19     |  |
| 6.  | «I Used to Complain Now I Don't» | 3:39     |  |
| 7.  | «Take a Walk Around the Table»   | 3:46     |  |
| 8.  | «March of the Camels»            | 4:31     |  |
| 9.  | «Fort Nightly»                   | 3:58     |  |
| 10. | «Reprise»                        | 0:48     |  |
| 11. | «Tourist Trap»                   | 4:11     |  |